# Акихиса Иноуэ
Акихиса Иноуэ (яп. 吉本 高志; род. 1947) — японский учёный-физик в области металлургии, президент Университета Тохоку.

## Биография
Окончил инженерный факультет Технологического института Химедзи. Под руководством Кена Масумото окончил докторантуру в Высшей школе инженерии Университета Тохоку (1975). Получил степень доктора технических наук (1975) за исследования на тему деформации металлов и их поведению в процессе разрушения. Ассистент Института металлов Университета Тохоку (1976). Профессор Университета Тохоку (1990). 18-й директор (2000—2006) Института материаловедения Университета Тохоку. Научный консультант Министерства образования, культуры, спорта и науки Японии (2001—2004).
Вице-президент Университета Тохоку (2005—2006). 20-й президент Университета Тохоку (2006—2012).
Иноуэ наиболее известен исследованиями аморфных металлов, так называемых стеклянных металлов. После того, как он обнаружил, что некоторые металлы могут сохранять стабильную аморфную структуру при температуре ниже температуры плавления, такие металлы часто называют «сплавами Иноуэ». Общее количество цитирований научных работ Акихиса Иноуэ (с 1981) превысило 14 000.
В течение своего срока полномочий, как президента Университета Тохоку, ставил целю превращение университета в «ведущий мировой университет», входящий в топ-30 мирового рейтинга. Университет был выбран (2007) Министерством образования, культуры, спорта, науки и технологий в качестве базового в «Программе всемирного исследовательского центра (WPI)». При университете был создан Институт перспективных исследований в области атомного и молекулярного материаловедения. Создана школа профессоров передового опыта (2008). Университет был принят Министерством образования, культуры, спорта, науки и технологий (2009) основным участником «Проекта развития базы глобализации (Global 30)». Университет Тохоку стал первым в Азии, получившим оценку от Европейской университетской ассоциации (2010). Акихиса Иноуэ работал над укреплением объединённой структуры управления университета, создав президентскую канцелярию (2006) и Фонд университета (2008). Специальный советник Президента Университета Тохоку (после 2006).

### Награды и премии
- 2000 — в списке вероятных лауреатов Нобелевских премий в области науки на основании высоких показателей цитирования
- 2002 — премия Японской академии наук за работу по стабилизации переохлажденных металлических жидкостей и выращиванию объемного металлического стекла
- 2006 — премия кабинета министров Японии за достижение «Разработка промышленных малых и высокопроизводительных устройств с использованием инновационного металлического материала „металлическое стекло“»
- 2009 — премия Джеймса Макгруди за исследования в области новых материалов
- 2010 — золотая медаль научного журнала Acta Materialia[англ.].